# Geotrichum fragrans
Geotrichum fragrans är en svampart som först beskrevs av Christine Marie Berkhout, och fick sitt nu gällande namn av Morenz 1960. Geotrichum fragrans ingår i släktet Geotrichum och familjen Dipodascaceae.   Inga underarter finns listade i Catalogue of Life.